# Mahalapye
Mahalapye este un oraș în Botswana, situat în Districtul Central. Are 39000 locuitori și este situat pe drumul care leagă capitala Gaborone de al doilea oraș ca mărime al țării, Francistown.
Mahalapye are o stație de autobuz, o gară, câteva hoteluri și o piață cu multe magazine și fast-fooduri. Are, de asemenea, și câteva benzinării, unele deschise non-stop. Este situat la marginea deșertului Kalahari, având o climă uscată, cu excepția anotimpului ploios.

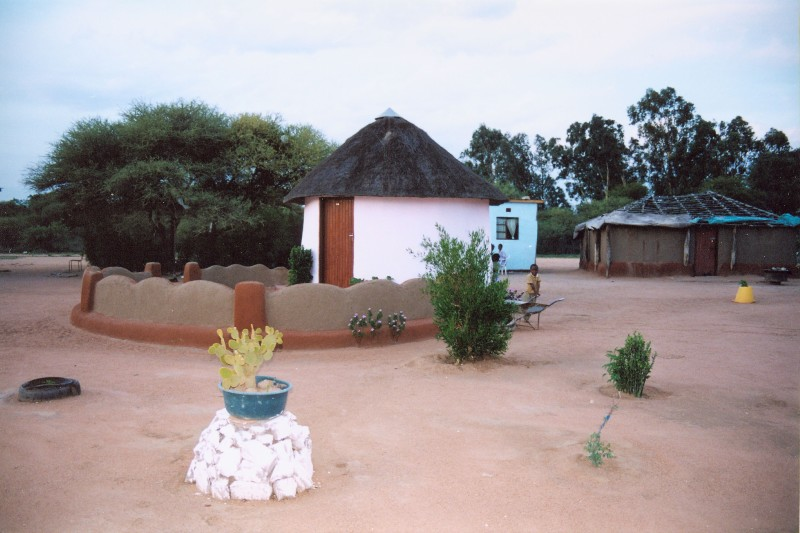
Casă tradiţională